# Helen McCrory
Helen Elizabeth McCrory (Londen, 17 augustus 1968 – aldaar, 16 april 2021) was een Brits actrice. Ze was het meest bekend door haar rollen als Cherie Blair in The Queen, Narcissa Malfidus in de laatste drie verfilmingen van de laatste twee Harry Potter-boeken en als Polly Gray in de serie Peaky Blinders.

## Biografie
McCrory, dochter van vader Ian McCrory (een diplomaat) en moeder Anne McCrory, werd geboren op 17 augustus 1968 in Londen. Ze was de oudste van drie kinderen, waaronder een jongere zus, Catherine, en een jongere broer, Jon. McCrory werd geboren in Londen, maar groeide op in Noorwegen, Nigeria, Kameroen, Tanzania, Zanzibar, Parijs en Madagaskar. Ze zat op de Queenswood School, een kostschool in Hertfordshire, voordat ze een jaar in Italië ging wonen. Hierna keerde ze terug naar Engeland en studeerde ze op het Drama Centre London, dat deel uitmaakt van de University of the Arts in Londen.

### Carrière
In 2002 werd McCrory genomineerd een Londense Evening Standard Theatre Award voor beste actrice (door haar rol in Uncle Vanya als Elena). Ze werd later in 2006 genomineerd voor een Laurence Olivier Award in het West End theater, voor haar rol als Rosalinde in As You Like It. In april 2008 speelde ze een 'fascinerende' Rebecca West in een productie van Ibsens Rosmersholm in het Almeida Theatre in Londen.
Haar televisiewerk bestaat uit: Lucky Jim (2003); Charles II: The Power and the Passion (2003), als Barbara Villiers, hertogin van Cleveland; en de hoofdrollen in de ITV miniseries Anna Karenina (2000) en Carla (2003). McCrory verscheen ook in bijrollen in films zoals: Interview with the Vampire: The Vampire Chronicles (1994); Dad Savage (1998); Charlotte Gray (2001); The Count of Monte Cristo (2002) en Casanova (2005). In The Queen (2006) speelde ze Cherie Blair, een rol die ze opnieuw op zich nam in het vervolg, The Special Relationship van Peter Morgan.
Ze speelde in Flashbacks of a Fool (2008), met Daniel Craig, en in een moderne televisieverfilming van Frankensteins Monster genaamd, Frankenstein uit 2007. De eerste zwangerschap van McCrory zorgde ervoor dat ze zich moest terugtrekken uit Harry Potter and the Order of the Phoenix (2007), waarin ze de rol van Bellatrix van Detta zou gaan spelen (ze werd vervangen door resp. Helena Bonham Carter). Desondanks speelde ze later de zus van Bellatrix, Narcissa Malfidus, in Harry Potter and the Half-Blood Prince en ze nam de rol weer op zich in de twee verfilmingen (part I en part II) van het laatste boek.
McCrory had een rol in de James Bondfilm Skyfall (2012).

### Privéleven en overlijden
McCrory had een langdurige relatie met acteur Rufus Sewell, met wie ze begon te daten, terwijl ze verschenen in Pride and Prejudice in Manchester. Op 4 juli 2007 trouwde McCrory met acteur Damian Lewis, met wie ze twee kinderen kreeg. Lewis maakte op 16 april 2021 via social media bekend dat McCrory op 52-jarige leeftijd thuis in Noord-Londen aan de gevolgen van kanker was overleden.

## Filmografie
- Full Stretch (televisieserie, 1993) als Vicki Goodall
- Performance (televisieserie, 1994) als Jean Rice
- Uncovered (1994) als Lola
- Interview with the Vampire: The Vampire Chronicles (1994) als tweede prostituee
- Streetlife (1995) als Jo
- The Fragile Heart (televisiefilm, 1996) als Nicola Pascoe
- Witness Against Hitler (televisiefilm, 1996) als Freya von Moltke
- The James Gang (1997) als Bernadette James
- Trial & Retribution (televisieserie, 1997) als Anita Harris
- Spoonface Steinberg (televisiefilm, 1998) als moeder
- Stand and Deliver (televisiefilm, 1998) als Christina
- Dad Savage (1998) als Chris
- Split Second (televisiefilm, 1999) als Angie Anderson
- Anna Karenina (televisieserie, 2000) als Anna Karenina
- Hotel Splendide (2000) als Lorna Bull
- North Square (televisieserie, 2000) als Rose Fitzgerald
- In a Land of Plenty (televisieserie, 2001) als Mary Freeman
- Charlotte Gray (2001) als Françoise
- The Count of Monte Cristo (2002) als Valentina Villefort
- The Jury (televisieserie, 2002) als Rose Davies
- Deep Down (2002) als Dana
- Dead Gorgeous (televisiefilm, 2002) als Antonia Ashton
- Does God Play Football (2003) als Sarah Ward
- Lucky Jim (televisiefilm, 2003) als Margaret Peel
- Carla (televisiefilm, 2003) als Carla
- Charles II: The Power and The Passion (televisieserie, 2003) als Barbara Villiers, Hertogin van Cleveland
- Enduring Love (2004) als Mevrouw Logan
- Sherlock Holmes and the Case of the Silk Stocking (televisiefilm, 2004) als Mevrouw Vandeleur
- Messiah: The Harrowing (televisieserie, 2005) als Dokter Rachel Price
- Casanova (2005) als Casanova's Moeder
- Normal for Norfolk (2006) als Claire
- The Queen (2006) als Cherie Blair
- Becoming Jane (2007) als Mevrouw Radcliffe
- Frankenstein (televisiefilm, 2007) als Dokter Victoria Frankenstein
- Flashbacks of a Fool (2008) als Peggy Tickell
- Life (televisieserie, 2009) als Amanda Puryer
- Harry Potter and the Half-Blood Prince (2009) als Narcissa Malfidus
- Fantastic Mr. Fox (2009) als Mevrouw Bean (stem)
- Harry Potter en de Relieken van de Dood deel 1 (2010) als Narcissa Malfidus
- Harry Potter en de Relieken van de Dood deel 2 (2011) als Narcissa Malfidus
- Doctor Who (serie, episode The Vampires of Venice, 2010) als Rosanna
- Hugo (2011) als Mama Jeanne
- Skyfall (2012) als Clair Dowar
- Peaky Blinders (2013–2021) als Polly Gray
- Medea (2014) als Medea
- A Little Chaos (2014) als Madame Le Notre
- The Woman in Black: Angel of Death (2014) als Jean Hogg
- Loving Vincent (2017) als Louise Chevalier
- Roadkill (2020) als Dawn Ellison